# Masiela Lusha
Masiela Lusha (n. 23 octombrie 1985, Tirana, Albania) este autoare, actriță și producătoare albaneză-americană, cel mai bine cunoscută pentru interpretarea personajului Carmen Lopez din sitcomul George Lopez (2001-2006).

## Filmografie
- 2000: Father's Love, Lisa
- 2001: Summoning, Grace
- 2001: Lizzie McGuire, Model
- 2002: George Lopez, Carmen Lopez (101 episodes)
- 2003: Clifford's Puppy Days, Nina (46 episodes)
- 2004: Cherry Bomb, Kim
- 2005: Unscripted
- 2006: Law and Order: Criminal Intent, Mira
- 2007: Time of the Comet, Agnes
- 2008: Blood: The Last Vampire, Sharon
- 2009: Ballad of Broken Angels: Harmony, Harmony
- 2009: Lopez Tonight
- 2010: Kill Katie Malone, Ginger
- 2010: Of Silence, Annabelle
- 2010: Signed in Blood, Nina
- 2011: Under the Boardwalk: The Monopoly Story
- 2011: Tough Business, Grace
- 2011: Science of Cool